# مستصفرة ليمونية
مستصفرة ليمونية (الاسم العلمي: Xanthomonas citri) هي نوع من البكتيريا يتبع جنس المستصفرة من الفصيلة المستصفرية.